# Metropolitano de Bursa
O Metropolitano de Bursa ou Bursaray é um sistema de metropolitano de superfície que serve a cidade turca de Bursa.

## História
O governo da Turquia lançou uma concorrência para a elaboração do projeto e construção do metrô de Bursa em maio de 1994. O projeto, orçado inicialmente em 250 milhões de dólares foi disputado por várias empresas, tendo como vencedor o consórcio formado pelas empresas Ansaldo Transporti and Breda Costruzione (Itália), Systra (França) e Guns (Turquia). Esse consórcio ofereceu projetar e construir o metrô por 252,9 milhões de dólares. A crise econômica do mercado de títulos, ocorrida naquele ano, impediu o prosseguimento do projeto.
Apenas em 1996 o projeto foi retomado. Em 1997 as obras foram contratadas, com 22 quilômetros de extensão. O trecho inicial, de 16 quilômetros, foi inaugurado em 16 de junho de 2002.

## Frota
A frota do metrô de Bursa é composta atualmente por três modelos:
| Nome      | Imagem | Origem   | Fabricante | Ano  | Frota (carros) |
| --------- | ------ | -------- | ---------- | ---- | -------------- |
| B80       |        | Alemanha | Siemens    | 2002 | 48             |
| B2010     |        | Canadá   | Bombardier | 2012 | 30             |
| GreenCity |        | Turquia  | Durmazlar  | 2021 | 60             |

## Passageiros Transportados
| Ano  | Passageiros |
| ---- | ----------- |
| 2014 | 66 000 000  |
| 2015 | 74 700 000  |
| 2016 | 80 000 000  |
| 2017 | 83 600 000  |
| 2018 | 90 600 000  |
| 2019 | 93 102 183  |